# Erich Grafe
Erich Grafe (* 24. Februar 1881 in Berlin; † 16. Mai 1958 in Florenz) war ein deutscher Mediziner (Innere Medizin) und Hochschullehrer.

## Leben
Grafe legte 1899 sein Abitur in Bonn ab und studierte Medizin und Naturwissenschaften in Kiel, Heidelberg, Bonn und Berlin. Zwischendurch leistete er 1901/02 seinen Einjährig-freiwilligen Wehrdienst. 1904 wurde er an der Universität Bonn promoviert (Die Urnieren-Pfortader beim Hühnerembryo). Nach Praktikum an der Universitätsklinik Bonn wurde er 1905 Assistent am Physiologischen Institut und ab 1906 am Hygienischen Institut der Humboldt-Universität Berlin. 1907 wurde er Assistent an der Universitätsklinik Heidelberg, an der er sich 1910 habilitierte (Beiträge zur Kenntnis des Stoffwechsels im protrahierten Hungerzustande) und 1916 außerordentlicher Professor wurde. Nach Teilnahme am Ersten Weltkrieg (1914/15 und 1918, zuletzt Stationsarzt in Nervenabteilung des Reservelazaretts Heidelberg) wurde er 1921 außerordentlicher und 1923 ordentlicher Professor an der Universität Rostock und 1926 Ordinarius für Innere Medizin an der Universität Würzburg und Direktor der Medizinischen Klinik und Nervenklinik. 1945 entlassen, war er 1948 bis zur Emeritierung 1952 wieder Professor in Würzburg. Sein Nachfolger war der aus der Emigration von Schweden nach Deutschland zurückgekehrte Ernst Wollheim.
Er befasste sich mit dem Stoffwechsel und Stoffwechselkrankheiten (Proteinstoffwechsel, Diabetes, Fettsucht). 1955 war er Mitarbeiter am Handbuch der inneren Medizin (4. Auflage, Band 7).
1956 erhielt er die Rinecker-Medaille der Universität Würzburg und wurde Ehrenmitglied der Deutschen Gesellschaft für Innere Medizin. Um 1951 wurde er Ehrendoktor in Rostock.

## Veröffentlichungen (Auswahl)
- Die pathologische Physiologie des Gesamtstoff- und Kraftwechsels bei der Ernährung des Menschen. J. F. Bergmann, München 1923.
- mit J. H. Otto-Martiensen: Hygiene der Lunge im gesunden und kranken Zustande. Bücherei der Gesundheitspflege 8a, Stuttgart 1925.
- Innere Sekretion und Zirkulationsapparat, Sammlung zwangloser Abhandlungen aus dem Gebiete der Verdauungs- und Stoffwechselkrankheiten. Band 10, Heft 2, Halle 1927
- Die Krankheiten des Stoffwechsels und ihre Behandlung. Springer 1931.